# 半月园蛛
半月园蛛（学名：Araneus semilunaris）为园蛛科园蛛属的动物。分布于日本以及中国大陆的四川、陕西、山东、安徽、浙江、江西等地，常见于灌木丛。该物种的模式产地在日本。